# بيري بيكر
بيري بيكر (بالإنجليزية: Perry Baker) هو لاعب اتحاد الرغبي أمريكي، ولد في 29 يونيو 1986 في دايتونا بيتش في الولايات المتحدة.

## وصلات خارجية
- بيري بيكر على موقع سلسلة سباعيات الرغبي العالمية - رجال (الإنجليزية)
- بيري بيكر على موقع ItsRugby.co.uk (الإنجليزية)
- بيري بيكر على موقع اللجنة الأولمبية الدولية (الإنجليزية)
- بيري بيكر على موقع أوليمبيديا (الإنجليزية)
- بيري بيكر على موقع اللجنة الأولمبية والبارالمبية الأمريكية (الإنجليزية)